# Мерідове озеро
Мерідове озеро (давньоєгипетське Мі-ур, або Мер-ур, араб: Карун) — солоне озеро в Єгипті, на терені Фаюмської оази.
Мерідове озеро давньоєгипетськими ієрогліфами:
| N36 · wr | n | n · n |

Площа близько 233 км². Знаходиться на рівні 43 м нижче від рівня моря. Сучасне озеро Карун є залишком великого озера, що розташовувалося на цьому ж місці і мало площу від 1270 до 1700 км². Спочатку це було велике водне плесо, яке поступово висихає з досі невідомих причин (геологічний обвал, інфільтрація, сильне випаровування через потепління клімату тощо). Історія оази Ель-Фаюм (Fa-Youm — (копт.) озеро, море) нерозривно пов'язана з цим озером, адже на його берегах у великий кількості водилися крокодили, а жителі обожнювали їх, тому греки назвали місто, що знаходилось тут, Крокодилополіс (сучасний Медінет — Ель-Фаюм). Ще в період Стародавнього царства Мерідове озеро, будучи прісноводним, використовувалося з метою іригації. Проте вже на ті часи рівень води понизився настільки, що Аменемхет I (XII династія) провів іригаційно-дренажні роботи, в результаті яких рівень води вдалось підняти до нинішнього. При фараоні Аменемхеті III частину озера осушили, і воно було перетворено в штучну водойму, з'єднану з Нілом каналом Йосипа (середина XIX-го століття до Р. Х.). У 50-их рр. XX ст. була зроблена спроба відновлення озера, але в пустелі не вдалося відвоювати колись родючі землі. Вміст солі, сильно нестійкий в різних місцях, робить воду непридатною для поливу. У міру наближення до озера буйна рослинність поступається місцем похмурої пустелі, а північний берег є пустелею. Береги багаті птахами, неподалік розташовується стоянка бедуїнів.